# Song Vân
Song Vân là một xã thuộc huyện Tân Yên, tỉnh Bắc Giang, Việt Nam.
Xã Song Vân có diện tích 7,99 km², dân số năm 1999 là 8005 người, mật độ dân số đạt 1002 người/km².